# Takács Lajos (főispán)
Péteri Takács Lajos (helyenként Takáts írásmóddal is) (Meszlen, 1814. november 3. – Ostffyasszonyfa, 1891. július 12.) Vas vármegye alispánja, majd főispánja.

## Élete
Evangélikus kisnemesi családban született Takács Sándor és Ajkay Julianna nyolc fiának egyikeként. 1848 előtt különböző közhivatalokat viselt vármegyéjében, 1867-ben pedig Széll József főispánsága alatt már alispánként működött. 1871 végén lemondott hivataláról, nem sokkal később pedig a körmendi kerület országgyűlési képviselőjévé választották 1872-ben. A parlamentben aztán Tisza Kálmán vezette Balközép Párthoz csatlakozott, ahol aztán magas elismerést vívott ki magának. 1875-ben parlamenti mandátumának lejártával a Tisza-kabinet Vas vármegye főispáni tisztére javasolta Takácsot, akit aztán Ferenc József  még az év első felében ki is nevezett. Vármegyei vezetőként 7 évet töltött hivatalban, távozásakor a Lipót-rend lovagkeresztjével tüntették ki. A közügyek mellett részt vett az egyházi életben is. 1863-ban egyházmegyei felügyelőként jegyezték be, 1889-ben pedig 800 koronát adományozott templomépítési célra.

### Családja
Feleségül vette jákfai Gömbös Ludovikát (1827–1909), Gömbös Mihály és Szita Terézia leányát, de utódaik nem maradtak.